# Odontoporella parva
Odontoporella parva är en mossdjursart som först beskrevs av Ernst Marcus 1938.  Odontoporella parva ingår i släktet Odontoporella och familjen Hippoporidridae. Inga underarter finns listade i Catalogue of Life.